# ジョン・レズリー (第10代ロシズ伯爵)

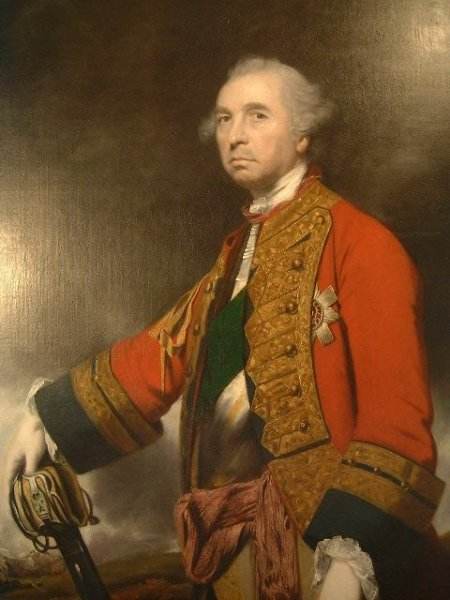
ジョシュア・レノルズによる肖像画。

第10代ロシズ伯爵ジョン・レズリー（英語: John Leslie, 10th Earl of Rothes KT PC (Ire)、1698年? – 1767年12月10日）は、グレートブリテン王国の軍人、スコットランド貴族。50年以上イギリス陸軍に従軍して、晩年はアイルランド軍総司令官（在任：1758年 – 1767年）を務めた。最終階級は陸軍大将（1765年）。

## 生涯
第9代ロシズ伯爵ジョン・レズリーと妻ジーン（Jean、旧姓ヘイ（Hay）、1731年9月4日没、第2代ツィードデール侯爵ジョン・ヘイの娘）の息子として、1698年ごろに生まれた。
1715年ジャコバイト蜂起が勃発すると、大尉としてオーウェン・ウィン将軍の竜騎兵連隊に入隊、1717年7月17日に近衛歩兵第3連隊に転じた。1721年1月21日に第21歩兵連隊の中佐に昇進した。
1722年5月9日に父が死去すると、ロシズ伯爵位を継承、同年8月30日に父の遺産継承者として認定された。父が務めていたスターリング城総督職にも任命され、1741年まで務めた。世襲職のファイフ司法官（Sheriff of Fife）については1722年5月18日に辞令を受け、再任命が確定した。1723年にスコットランド貴族代表議員に選出され、1727年に再選した。1734年イギリス総選挙で貴族代表議員を退任したが、1747年の総選挙で再び当選、1754年、1761年に再選した。
爵位継承以降も軍務を続け、1732年5月25日に第25歩兵連隊隊長（軍階は大佐）に昇進した。1739年7月2日に准将に、1743年1月1日に少将に昇進、同年6月16日にオーストリア継承戦争におけるデッティンゲンの戦いに参戦した。1745年4月25日にホース・グレナディア・ガーズ第2中隊隊長に転じ、同年5月29日に第6竜騎兵連隊隊長に転じた。その後、1746年10月のロクールの戦いでは騎兵を率いて突撃した。同年、ファイフ統監に任命された。1747年8月5日に中将に昇進、1750年1月16日に第2竜騎兵連隊隊長に任命され、同年4月に近衛歩兵第3連隊隊長に任命された。1753年3月3日、シッスル勲章を授与された。
スコットランド世襲的司法権廃止法により1747年にファイフ司法官（Sheriff of Fife）の世襲権を放棄、補償金に1万ポンドを主張したが最終的には6,268ポンド16シリングを受け取った。
1751年よりアイルランド駐留になり、1754年にダンキャノン砦総督に、1756年にアイルランド枢密院の枢密顧問官に、1758年にアイルランド軍総司令官に任命された。1765年3月19日、陸軍大将に昇進した。
1763年6月8日、エディンバラの市民権（Freedom of the City）を得た。
1763年12月25日に邸宅のレズリー・ハウス（Leslie House）が火事で全焼し、その再建の資金を捻出するためにバリンブライの男爵領を2万ポンドで初代準男爵サー・ローレンス・ダンダスに売却した。
1767年12月10日にレズリー・ハウスで死去、17日にファイフのレズリーで埋葬された。長男ジョンが爵位を継承した。

## 家族
1741年3月23日にハンナ・ハワード（Hannah Howard、1761年4月26日にダブリンにて没、マシュー・ハンナの娘）と婚約、5月25日にロンドンで正式に結婚した。2人は2男2女をもうけた。
- ジョン（1744年10月19日 – 1773年7月18日） - 第11代ロシズ伯爵[2]
- チャールズ（1747年ごろ – 1762年8月18日）
- ジェーン・エリザベス（1750年5月5日 – 1810年6月2日） - 第12代ロシズ女伯爵
- メアリー（1753年8月29日 – 1799年3月21日） - 1770年11月5日、第3代ポートモア伯爵ウィリアム・コリヤーと結婚、子供あり

1763年6月27日、ティニンガムでメアリー・ロイド（Mary Lloyd、1743年 – 1820年1月14日、グレシャム・ロイドの娘）と再婚した。2人の間に子供はいなかった。

## 関連図書
- Chisholm, Hugh, ed. (1911). "Rothes, Earls of" . Encyclopædia Britannica (英語). Vol. 23 (11th ed.). Cambridge University Press. pp. 757–758.